# Матијас Хидеман
Матијас Хидеман (Келн, 7. фебруар 1912. — 30. новембар 1970) био је немачки фудбалер који је играо на позицији нападача.
Током своје клупске каријере играо је за Вердер Бремен. Од 1933. до 1935. одиграо је три утакмице за репрезентацију Немачке, а играо је и на Светском првенству у фудбалу 1934. где је Немачка била трећа.